# A Horse on Bill
A Horse on Bill è un cortometraggio muto del 1913 diretto da Dell Henderson.

## Trama
Arrivato in città, un attore vuole mettere in scena uno spettacolo a beneficio della banda locale. Il direttore della banda e il primo trombone si innamorano entrambi della primadonna e lei, naturalmente, favorisce il direttore. Durante lo spettacolo, i due rivali devono "convivere" entrambi dentro il costume di un cavallo. Ma il trombone, imbizzarrito, provoca in scena una serie di disastri che coinvolge anche il partner.

## Produzione
Il film fu prodotto dalla Biograph Company.

## Distribuzione
Distribuito dalla General Film Company, il film - un cortometraggio in una bobina - uscì nelle sale cinematografiche statunitensi il 14 aprile 1913. Nelle proiezioni, veniva programmato con il sistema dello split reel, accorpato in un'unica bobina con un altro cortometraggio prodotto dalla Biograph, la commedia He Had a Guess Coming.